# Rookhope Burn
Rookhope Burn är ett vattendrag i Storbritannien.   Det ligger i kommunen Durham i riksdelen England, i den centrala delen av landet, 400 km norr om huvudstaden London.